# Cicer anatolicum
Cicer anatolicum är en ärtväxtart som beskrevs av Friedrich Christoph Wilhelm Alefeld. Cicer anatolicum ingår i släktet kikärter, och familjen ärtväxter. Inga underarter finns listade i Catalogue of Life.

## Bildgalleri

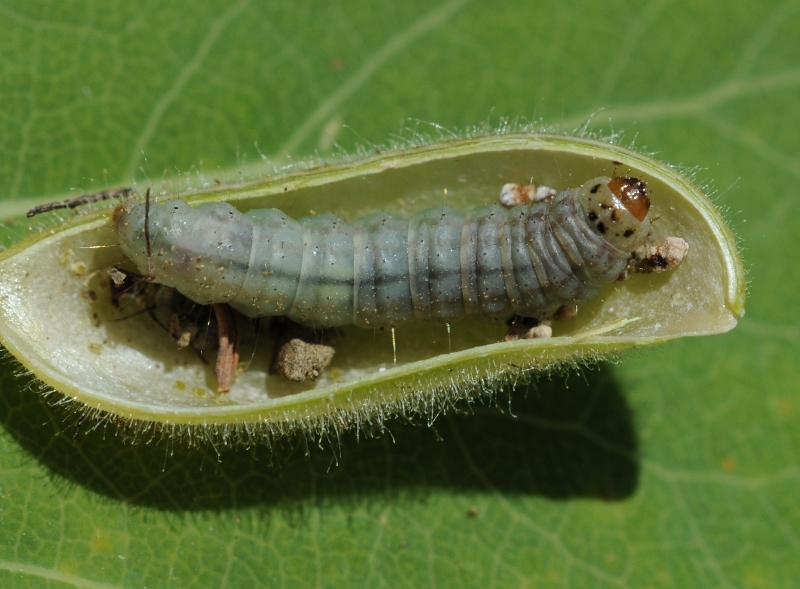